# 磯谷佳江
磯谷 佳江（いそがい よしえ、12月20日 - ）は日本の作詞家。株式会社Time Files ,inc所属。血液型はAB型。

## 経歴
高校時代に、レコード会社主催のオーディションに応募して賞をもらったのをきっかけに作詞活動を開始。2000年、スーパー戦隊シリーズ『未来戦隊タイムレンジャー』主題歌「JIKU〜未来戦隊タイムレンジャー〜」で作詞家デビュー。フランスの伝統行事菓子ガレット・デ・ロワに焼きこまれているフェーヴという陶磁器の愛好家・探求家としての顔も併せ持ち、執筆活動や企画展の開催等も行っている。

## 楽曲を提供した主な作品

### アニメ・特撮
- 『アイカツプラネット!』
  - オープニングテーマ「Bloomy＊スマイル」
  - テーマソング「HAPPY∞アイカツ！」
  - 「Inner Voice」
  - 「Shu-Bi-Du-Bi☆スイング」
  - 「ミライContinue!!」
- アイドル事変
  - 「START UP,DREAM!!」
  - 「Fun Fun！あい・すくり〜む」
  - 「煌めきのシンフォニア」
  - 「Honey Moon Cafe」
- アルスラーン戦記
  - 「風導 - kazeshirube -」
  - 「美学の肖像」
  - 「名もなき星」
- イジらないで、長瀞さん
  - 「イジらないで、長瀞さん」
- 『異世界でもふもふなでなでするためがんばってます。』
  - 「Cotton Days」歌：Kotoha　TVアニメ『異世界でもふもふなでなでするためがんばってます。』OP主題歌
- うさかめ
  - 「Promise you」
  - 「青春サーフDays」
- 宇宙戦艦ティラミス
  - 「breakthrough」
- うらら迷路帖
  - 「うららか日和の四重奏」
- 音楽少女
  - 「永遠少年」
  - 「シャイニング・ピース」
  - 「太陽(てぃーだ)の花」
- カードファイト!! ヴァンガード
  - 「Destiny Calls」
  - 「マーメイド・グラフィティ」
- カードファイト!! ヴァンガードG NEXT
  - 「To Go Higher」
- 『怪人開発部の黒井津さん』
  - 「ミラクルステップ」
- 神様はじめました
  - 「想いかんざし花一輪」
  - 「極悪の華」
  - 「いつも ずっと」
  - 「刹那LOVE☆フォーエバー」
  - 「挑発Wild Soul!! 」
- GJ部
  - 「balance unbalance 〜ホントウ ノ ワタシ〜」
  - 「Lovely Trip」
- 血液型くん! 2期
  - 「ハッピー∞エフェクト」
- 月刊少女野崎くん
  - 「青春Rolling Days〜ロマンチックにストイック〜」
- けものフレンズ
  - 「きみのままで」
  - 「湯けむりユートピア」
  - 「Hello！アイドル」
  - 「Poppin'ジャパリズム」
- 『けものフレンズ2』　
  - 「だーよだーよマンボ」
- 剣王朝
  - 「宿業ノ剣」
- Code:Realize 〜創世の姫君〜
  - 「Shall we dance?」
  - 「Endless pain」
  - 「優しい予感 -in the morning rays-」
  - 「Trip to the moon」
  - 「運命の旅人」
- ご注文はうさぎですか?
  - 「ハミングsoon！」
  - 「a cup of happiness」
  - 「Love & Gun」
  - 「ずっと一緒」
  - 「夢見るアプレミディ」
- 『ご注文はうさぎですか?? 〜Sing For You〜』
  - 「木もれび青春譜」
- この男子、宇宙人と戦えます。〜僕らのセカイのまもり方〜
  - 「透明ノスタルジア」
- SERVAMP-サーヴァンプ-
  - 「Crossing World」
  - 「約束 〜Not Fragile Love〜」
  - 「証」
  - 「Flugel」
  - 「KNOCKIN' ON THE FUTURE!!」
  - 「RAY OF LIGHT」
  - 「Proud of Pride」
- 最近、妹のようすがちょっとおかしいんだが。
  - 「Charming Do!」
- 三者三葉
  - 「ラズベリー畑でつかまえて」
  - 「Amazing Days」
- C3 -シーキューブ-
  - 「My Wish」
- 『社畜さんは幼女幽霊に癒されたい。』
  - 「Cherish」
- 獣神演武
  - 「BURNING STAR」
  - 「彷徨」
- 城下町のダンデライオン
  - 「Ring Ring Rainbow!!」（共作詞）
- スイートプリキュア♪
  - 「たいせつなもの」
  - 「スマイルエール」
  - 「ファンタスティック・メッセージ」
  - 「夢色パズル」
- スカーレッドライダーゼクス
  - 「Nameless Oath」
- 素敵探偵ラビリンス
  - 「NOCTURNE BLUE」
- スマイルプリキュア!
  - 「オンリーワンダフル！」
- ソ・ラ・ノ・ヲ・ト
  - 「Girls, Be Ambitious.」
- 探偵オペラ ミルキィホームズ
  - 「Reflection」
  - 「TiCK TaCK」
- テイルズ オブ シンフォニア
  - 「誰ガ為ノ世界」
  - 「光降る場所で〜Promesse〜」
- デジモンアドベンチャー02 ベストパートナー
  - 「Tender tale」
  - 「スマイルの輪っか」
  - 「Choo Choo Tryin'」
  - 「Dera-DX Delight」
- デジモンアドベンチャー tri.
  - 「だいすきイズム」
- テニスの王子様、新テニスの王子様
  - 「Spirits of Hunter〜獅子の信念〜」
  - 「KILLER's TRAP」
  - 「Flowers of Evil」
  - 「Bluest sky」
  - 「Roman Ranman〜浪漫爛漫〜」
  - 「浪速のソーラン節」
  - 「for you」（※白井りぼん名義）
  - 「カブリエル白書」
  - 「Ｎｏ Ｍｕｄａ Ｌｉｆｅ〜エクスタシー侍のテーマ〜」
  - 「P気持」
  - 「Happy Merry Xmas!」（※Yoshienote名義）
  - 「in the blue」（※Yoshienote名義）
  - 「Legend」（※Yoshienote名義）
  - 「チューインガムドリーム」
  - 「MAKE A CAKE 〜RIKKAIスペシャル編〜」
  - 「for Yourself」
  - 「Not ended yet」
  - 「STYLE」
  - 「Get Sparks」
  - 「流れ雲」
  - 「聖夜の交響曲（ホーリーナイト・シンフォニー」（※Yoshienote名義）
  - 「Empty Sky」
  - 「伝い落ちるもの 伝えたいこと」
  - 「キミとParty Night」
  - 「Blooming Step」
  - 「Rainbow Atlas／ゼウス・イリオポウロス」(CV:関智一)　
  - 「Unknown Territory／大石秀一郎」(CV:近藤孝行)　
  - 「愛（アムール）、その戯曲／L・カミュ・ド・シャルパンティエ」（CV:緑川光）
  - 大石秀一郎/アクアリウムファンタジー
  - 大石秀一郎/Unkonown Territory-Alubum Version-
- ときめきメモリアル3 〜約束のあの場所で〜
  - 「ドキドキ♡メカニズム」
  - 「解けないキモチ」
- ハートキャッチプリキュア!
  - 「友情リボン∞」
- 覇穹 封神演義
  - 「Bright Glory Days」
  - 「FAITH」
- HUNTER×HUNTER
  - 「本気VS狂気」
  - 「糸〜cruel spider〜」
- ハンドシェイカー
  - 「CONNECT>>FUTURE」
- B-PROJECT
  - 「Blooming Festa!」
  - 「Let’s have Fun♪」
  - 「Never Surrender」
  - 「My Dearest Wish」
- 百獣戦隊ガオレンジャー
  - 「a lone wolf〜銀の戦士〜」
  - 「響の調べ」
  - 「絆〜Spirit of Gao Ranger〜」
- フォトカノ
  - 「Tinkle My Bell」
  - 「Teardrop Memories」
- BROTHERS CONFLICT
  - 「Bright Breeze」
- ヘヴィーオブジェクト
  - 「Never say Never」
  - 「Dooty is Dooty」
  - 「Buddy-Buddy!!」
- まよチキ!
  - 「あ・ま・の・じ・ゃ・く」
  - 「DON'T MIND!」
- 三ツ星カラーズ
  - 「Happy★Pandemic」
- みなみけ ただいま
  - 「夏色恋風」
  - 「そういうお約束…？」
- 未来戦隊タイムレンジャー
  - 「JIKU〜未来戦隊タイムレンジャー」
  - 「未来のゆくえ」
  - 「覚醒！ブイレックスロボ！！」
- 無責任ギャラクシー☆タイラー
  - 「スマイル・インビテーション」
- ヤマノススメ セカンドシーズン
  - 「Tinkling Smile」
- ワンルーム、日当たり普通、天使つき。
  - 「Sunny Canvas」（エンディングテーマ、歌：サンドリオン）※絵伊子と共作[1]

### ゲーム
- アイドルマスター シンデレラガールズ スターライトステージ
  - 「Heart Voice」
  - 「Wonder goes on!!」
  - 「Rockin' Emotion」(木村夏樹ソロ曲)
  - 「Can't Stop!!」(片桐早苗ソロ曲)
  - 「純情Midnight伝説」
  - 「Love∞Destiny」
  - 「Lunatic Show」
  - 「Sparkling Girl」(多田李衣菜ソロ曲)
  - 「Jet to the Future」
  - 「Frozen Tears」(北条加蓮ソロ曲)
  - 「Halloween♥Code」
  - 「Virgin Love」
  - 「炎の華」(向井拓海ソロ曲)
  - 「Starry-Go-Round」
  - 「LOVE☆ハズカム」(藤本里奈ソロ曲)
  - 「サニードロップ」（大槻唯ソロ曲)
  - 「あこがれステッチ」（佐々木千枝ソロ曲)
  - 「春恋フレーム」（上条春菜ソロ曲)
  - 「Unlock Starbeat」
  - 「Great Journey」
  - 「Secret Mirage」
  - 「トロピカルガール」
  - 「ハートボイルドウォーズ」
- アイドルマスター ミリオンライブ!
  - 「Get My Shinin'」(舞浜歩ソロ曲)
- アイドルマスター
  - 「セクシータイフーン」(双海真美ソロ曲)
- A’s×Darling
  - SHOJI「Kiss Kiss Kiss」
- アニドルカラーズ
  - 「瞬間Sparkle」
- あんさんぶるスターズ!
  - 「想ひ出綴り」
  - 「斬ー決意ノ刃ー」
  - 「Ironic Blue」(瀬名泉ソロ曲)
  - 「Helter-Spider」歌:「Crazy:B」天城 燐音 (CV：阿座上洋平)、HiMERU (CV：笠間淳)、桜河 こはく (CV：海渡翼)、椎名 ニキ (CV：山口智広)
  - 「祝福のLibrary」
  - 「瞬きSign☆」歌:PIKAPIKA  日々樹渉(CV:江口拓也)、天満光(CV:小林大紀)、葵ひなた(CV:斉藤壮馬)、春川宙(CV:山本和臣)
  - 「セツナDrops」歌:Tears  瀬名泉(CV:伊藤マサミ)、漣ジュン(CV:内田雄馬)、天城一彩(CV:梶原岳人)
  - 「LOCK YOUR GAZE」歌:MODE/D 衣更真緒(CV:梶裕貴)、守沢千秋(CV:帆世雄一)、巴日和(CV:花江夏樹)、月永レオ(浅沼晋太郎)
- ウマ娘 プリティーダービー
  - 「直感ノープロブレム！」
  - 「ふんわりSlowly」
  - 「ENDLESS DREAM!!」
- S.Y.K 〜新説西遊記〜
  - 「夢想月夜」
- エンゲージナイツ〜新約英雄大戦〜
  - 「運命のEngagement」
- オンエア！
  - 「Now On Air!」
- 『キュービックスターズ』
  - 「Starry Hope」歌:シャンテ／CV:青山吉能
- Glass Heart Princess
  - 「Steel Your Heart」
  - 「恋色ミラクル」
- Glass Heart Princess PLATINUM
  - 「Dream Days!」
  - 「恋色フォーエバー」
- クルトヒュムネス〜神と対話した詩〜
  - 「METHOD_ALTERNATION/.」
- クロノスタシア
  - 「刻限のロンド」
- けものフレンズ FESTIVAL
  - 「純情フリッパー」
- けものフレンズ3
  - ジャイアントペンギン「High×High×High!!」
- 『恋花幕明録』
  - 主題歌「理由」
- CR元禄義人伝浪漫
  - 「千花繚乱」
- Code：Realize 〜祝福の未来〜
  - 「Brightness 〜eternal pure white〜」
  - 「my dearest」
  - 「希望の彼方」
  - 「夢色サーカス」
- Code:Realize 〜創世の姫君〜
  - 「froatable」
  - 「花冠-love brought me some eternal petals-」
- Code：Realize 〜白銀の奇跡〜
  - 「Snowflake〜twinkle crystal dream〜」
  - 「Heartstrings」
  - 「Beside You」
  - 「祈りめぐりて」
- PsychicEmotion6
  - 「starlight fantasy」
  - 「forever & ever」
- 『THE KING OF FIGHTERS for GIRLS』
  - 「Just Keep Goin' 」
- サモンナイト6 失われた境界たち
  - 「TO BE ALIVE」
- SHOW BY ROCK!!
  - 「ソラウソ」
  - 「Forbidden」
  - 「オモイノシルシ」
  - 「幻影のシュトライヒ」
  - 「Monologue」
  - 「Cotton Candy Diary」
  - 「浮世に舞ふは刹那の華」
  - 「未完成Tripper」
  - 「忍情∞数歌」
  - 「IDENTITY」
  - 「イメージノ」
  - 「サイエンス・フィクション」
  - ブライトワールズノベル
  - 「Dazzling」
  - 「運命のSocial distance」
  - 「ジェネリックヒロイン」
  - 「恋詠ノ蝶」
  - 「Indivisible」
- 消滅都市2
  - 「グッデイサンシャイン！」
- 白華の檻〜緋色の欠片4〜四季の詩
  - 「夢が降る」
  - 「彩りの頃」
  - 「白、ひとひら」
- 千銃士
  - 「Mein Leben」
  - 「Nothing Impossible」
  - 「Sniper's Aesthetic」
  - 「共鳴コントラスト」
  - 「反逆の華〜Black Rebellion〜」
  - 「祈りの風」
  - 「as a wind」
  - 「Mein Leben」
  - 「哀愁モナムール」
- 天華百剣 -斬-
  - 「夏色紋様Y」
  - 「胸キュンサマーにCheck In, Please♪」
  - 「おめかし＊夢見し＊恋拍子」
  - 「サマーイントロダクション」
- 刀剣乱舞-ONLINE-
  - 「夢現乱舞抄」
- 『ときめきアイドル』
  - 「セツナセカイ」
- ナルキッソス〜もしも明日があるなら〜
  - 「フォトグラフ」
  - 「世界がせつなかった日に」
- 二世の契り 〜想い出の先へ〜
  - 「七色挿話」
- PlayStation Vita ノルン+ノネット ラスト イーラ
  - 「skyscape」
- 灰鷹のサイケデリカ
  - 「灰空の雫」
- 薄桜鬼SSL〜sweet school life〜
  - 「予感」
  - 「水彩グラデーション」
- ニンテンドーDS薄桜鬼 随想録
  - 「響ノ空」
- PlayStation Portable薄桜鬼 幕末無双録
  - 「桜花の如く」
  - 「闘花伝」
  - 「想い出回廊」
  - 「決戦ノ刻」
  - 「祈り結び」
- ニンテンドーDS薄桜鬼 黎明録
  - 「祈り降るなら」
- 『Nintendo Switch「薄桜鬼 真改 月影ノ抄」』
  - 「想ノ舟」
  - 「微笑みのほとり」
- 『Nintendo Switch「薄桜鬼 真改 銀星ノ抄」』
  - 「願ノ河」
  - 「星の咲く道で」
- 『Nintendo Switch「薄桜鬼 真改 黎明録」』
  - 「絆火燃ゆ」
  - 「夢燈りの空」
- 『Nintendo Switch「薄桜鬼 真改 天雲ノ抄」』
  - ｢花霞｣（オープニングテーマ）歌: 吉岡亜衣加（作詞）
  - ｢雲の果たてに｣（エンディングテーマ）歌: 吉岡亜衣加（作詞）
- ピオフィオーレの晩鐘
  - mao＆織田かおり「Nocturnal」
  - SHOJI「風花 ～winter white lily～」
  - 織田かおり「Whispering Hope」
  - mao「Fault」
- BROTHERS CONFLICT Passion Pink
  - 「SUNRISE DAYS」
- BROTHERS CONFLICT Brilliant Blue
  - 「INNOCENT BLUE」
- BROTHERS CONFLICT　Precious Baby　Passion Pink
  - 「SUNRISE DAYS」
  - 「INNOCENT BLUE」
- プリンセスコネクト!Re:Dive
  - 「Smiley Contrast」
  - 「Peaceful*ちゃんぷるー」
  - 「アマノジャクハート!」
  - 「Ding Dong Holy Night♪」
  - 「白翼のグローリエ」
  - 「なかよしセンセーション」
  - 「木もれびモンタージュ」
  - 「Heartful Place」
  - 「Holy Passion Roses」
- POSSESSION MAGENTA
  - 「Purely Sunshine」
- 『ラピスリライツ ～この世界のアイドルは魔法が使える～』
  - 「Trinity」
  - 「VIVIらぷ」
  - 「Butterfly」
- ルーセントハート
  - 「Pure Pure Parade!」

### アーティスト
- 石原夏織
  - 「Orange Note」
  - 「Cherish」
- 上野優華
  - 「スノードロップ」
- 内田彩
  - 「EARNEST WISH」
- 内田雄馬
  - 「Shower」
  - 「FROM HERE」
  - 「BRIGHT SIGN」
- MR2プロジェクト
  - 「EXIT」「UNDO」 「Vibration」他多数
- 大西亜玖璃
  - 「夏夢花火」
- 大橋彩香
  - 「Maiden Innocence」
- 小倉唯
  - 「winter tale」
  - 「プラチナ・パスポート」
  - 「永遠少年」
  - 「Reflect」
  - 「Hopeful Days」
  - 「Clear Morning」
  - 「ハートフォレスト」
  - 「Wherever」
  - 「One and Only」[2]
- カズサ
  - 「流れ星」
- 片霧烈火
  - 『永久皇帝少女 feat.片霧烈火』『霊刀キザクラ 〜桜花の剣と惑竜章〜』『記憶 --Memento Mori 〜ヴィザルの日記 feat.片霧烈火〜』『Vérité et Mensonge 〜嘘つきナレットの優しい暗殺者』『存在理由―raison d'etre 〜シザンサスと月夜に踊る feat.片霧烈火〜』、以上のアルバムの全ての収録曲の作詞を担当
- kaleidscope
  - 「Translucent」
- 川崎純情小町☆
  - 「夢色音色」
- 川畑さおり
  - 「永遠の碧」
- 鬼頭明里
  - 「Swinging Heart」
  - 「Drawing a Wish」
- 熊猫堂ProducePandas
  - 「COSMIC ANTHEM - Japanese Ver.-」（作詞）
  - 「COSMIC ANTHEM -Chinese Ver.-」（作詞）
- ClariS
  - 「コイノミ」
  - 「YUMENOKI」
  - 「Collage」
  - 「TRAVEL」
  - 「シグナル」
- 志方あきこ
  - 「Pantalea」
  - 「Thrylos－ 伝承 －」
  - 「激情 － Άδης －」
  - 「アラベスク」
  - 「翅亡キ花」
  - 「祈りの果てのひとふりの」
  - 「彩」
- 獅子神レオナ
  - 「Brightenin' Hope」
  - 「キズナイズム」
  - 「ソラノハナ」
  - 「エンプティエンパシー」
  - 「音粒ドロップス」
- しほの涼
  - 「きみのかけら」
- 諏訪ななか
  - 「Storytelling」
- SorAZ
  - 「Futurity Step」
- だいやぁ☆もんど
  - 「キラキラセカイ」
- 千葉翔也
  - 「Hi-Five!」
  - 「WISH」
- dela
  - 「GIRLS, GROWIN' UP!」
- ナト☆カン
  - 「UNIVERSE∞BIRTH」
- なにわ男子
  - 「2Faced」
  - 「夜這星」
- Barbie Lips
  - 「IDOL DOLL」
- ×ジャパリ団
  - 「ジャパリ狂詩曲～×ジャパリ団のテーマ～」
  - 「確固不×論」
  - 「どきどき黙示録」
  - 「絆ふぉーえばー」
  - 「×レゾンデートル」
- Fuji Sakura塾
  - 「Yell〜ミライザクラ〜」
- Parfait
  - 「Pastel Color Days」
- PENTAGON
  - 「Dear Friend」
- ポンバシwktkメイツ
  - 「勇気色センセーション」
- マユミーヌ
  - 「永遠のとびら」（NHKみんなのうた ※石毛里佳との共作）
- 真理絵&Rita
  - 「ハッピー・ゴー・ラウンド」
  - 「アクアリウムの夜」
  - 「Sky of Dreams」
  - 「Girls Bravo！」
- 水瀬いのり
  - 「これからも。」
  - 「茜色ノスタルジア」
  - 「水彩メモリー」
  - 「Morning Prism」[3]
  - 「風色Letter」
- 山崎エリイ
  - 「Shiny Sunny Sunday」
- ゆいかおり
  - 「Rainy Day」
- 悠木碧
  - 「Fairy in the hurdy-gurdy」
- UNI Mello
  - 「Find out SHANGRI-LA」歌：UNI Mello
  - 「Colorful Broadcasting」
- 吉岡亜衣加
  - 「未来模様」
- Little Lounge*Little Twinkle]
  - 「Snowy Story」
- リュ・シウォン
  - 巡愛
- ロマンスターズ
  - 「銀河系ジャック宣言」
- 和氣あず未
  - 「3.Twinkle＊Twinkle」

### 映画・ドラマ・企画
- 煙霞 〜Gold Rush〜
  - 「Lady Blues」※共作

こいぬのうんち
- - ベッキー「やさしいゆめ」

### ドラマCD
- 音戯の譜 ～CHRONICLE～ 2nd series
  - 「Fantasie Nacht」
  - 「自戯言（ひとりごと）」
  - 「◇WoNdeR PaRTy◆」
- 和奇伝愛 〜壱ノ巻　柳〜
  - 「薫り語り」
- 和奇伝愛 〜弐ノ巻　赤翅〜
  - 「薫り語り」
- 和奇伝愛 〜参ノ巻　雅〜
  - 「薫り語り」
- 和奇伝愛 〜四ノ巻　楽埜〜
  - 「薫り語り」
- 和奇伝愛 〜伍ノ巻　白十〜
  - 「薫り語り」
- 和奇伝愛 〜六ノ巻　巫〜
  - 「薫り語り」

### ミュージカル
- ミラクル☆ステージサンリオ男子
  - 「√Shining!!!!!（ルートシャイニング）」

### TVドラマ
- 『薄桜鬼』 
  - エンディングテーマ「誓ノ花片」

## 著書
- 「フェーヴ お菓子の中の小さな幸福」（二見書房 、2010年）
- 「100%オーガニックではじめるフランス式アロマテラピー―12か月のナチュロパシー生活」（星雲社、2007年）